# Françoise Gisou van der Goot

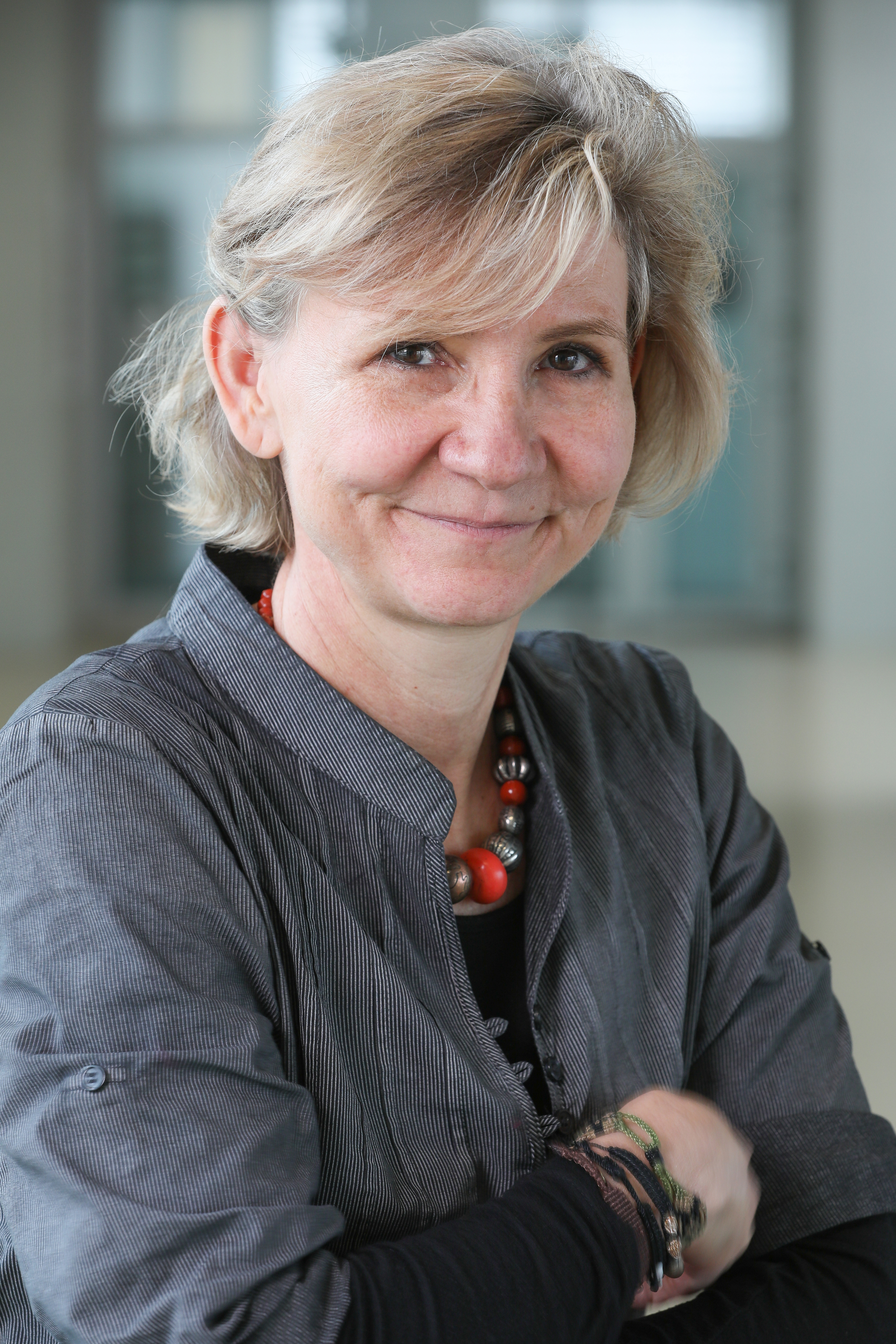
Françoise Gisou van der Goot, 2018

Françoise Gisou van der Goot (* 19. September 1964 in Teheran) ist eine niederländische Mikrobiologin. Sie ist Professorin für Zell- und Molekularbiologie an der École polytechnique fédérale de Lausanne (EPFL) und seit 2021 Vizepräsidentin für nachhaltige Transformation an der EPFL.

## Karriere
Van der Goot studierte Ingenieurwesen in Washington, D.C., Versailles und Paris. 1990 wurde sie am Saclay Nuclear Research Centre der Universität Pierre und Marie Curie im Fach Molekularbiologie zum Ph.D. promoviert. Nach Forschungsaufenthalten in Gif-sur-Yvette und am Europäischen Laboratorium für Molekularbiologie in Heidelberg, war sie ab 1994 an der Universität Genf als wissenschaftliche Mitarbeiterin in der Abteilung für Biochemie und ab 2001 als außerordentliche Professorin für Mikrobiologie und Molekulare Medizin tätig. Seit 2006 ist sie ordentliche Professorin für molekulare und zelluläre Mikrobiologie an der Fakultät für Biowissenschaften der École polytechnique fédérale de Lausanne. Sie leitet das Laboratorium für Zell- und Membranbiologie an der École Polytechnique Fédérale de Lausanne (EPFL). Van der Goot war von 2016 bis 2020 Dekanin der Fakultät für Biowissenschaften. Seit Januar 2021 als Vizepräsidentin für nachhaltige Transformation («Transformation responsable») ernannt.

## Forschung
In ihrem Labor untersucht sie verschiedene Aspekte der zellulären und intrazellulären Membrandynamik. Insbesondere zielt ihre Forschung darauf ab, die Art und Weise besser zu verstehen, wie die Palmitoylierung von Protein die Funktion des endoplasmatischen Retikulums reguliert. Auch untersucht sie die Mechanismen, die es bakteriellen Proteinen wie dem Anthrax-Toxin ermöglichen in die Zielzellen einzudringen, sowie die molekularen Mechanismen, die zur juvenilen hyalinen Fibromatose führen, einer seltenen und zu Behinderungen führenden genetischen Störung. Im Zusammenhang mit der COVID-19-Pandemie erklärte van der Goot, einen Teil ihres Labors der Untersuchung von SARS-CoV-2 gewidmet zu haben.

## Auszeichnungen
Van der Goot ist Preisträgerin des EMBO Young Investigator Award 2001 und Howard Hughes International Scholar Award 2005. Gemeinsam mit Kollegen erhielt van der Goot 2009 den Forschungspreis der Leehaards-Stiftung und 2009 den Marcel-Benoist-Preis, jeweils für ihre Arbeiten zur Biochemie des Bakterientoxins des Milzbrand-Erregers an der Zellmembran.
Van der Goot war Mitglied des Wissenschaftsrates des Schweizerischen Nationalfonds, des Schweizerischer Wissenschaftsrates, sowie des Europäischen Forschungsrates.

## Allgemeines
Van der Goot ist mit dem Schweizer Biologen Jean Gruenberg verheiratet und hat zwei Kinder.